# Kao
Kao – wyspa należąca do państwa Tonga. Jest nieczynnym stratowulkanem. Położona jest ok. 4 km na północny wschód od Tofua, w archipelagu Haʻapai. Ma wymiary ok. 5 na ok. 3 km oraz powierzchnię 11,6 km². Na wyspie znajduje się najwyższe wzniesienie całego kraju – wierzchołek według różnych źródeł ma 1009, 1030, 1033 lub 1046 m n.p.m. Pierwszym Europejczykiem, który ją odkrył, był James Cook w roku 1774.
Nie jest znana jej geneza, ale można przypuszczać, że w sensie geologicznym powstała bardzo niedawno, gdyż brak śladów wąwozów spowodowanych erozją oraz klifów. Stoki schodzą nawet pod kątem 35 stopni od szczytu, na którym znajduje się wiele kraterów. Wyspa jest niezamieszkana, w większości pokryta dżunglą lub skałami na wybrzeżu. Na południowo-zachodnim brzegu znajdowała się (według spisu z 2006 roku niezamieszkana) osada Topuefio, wyróżniana na mapach.
E.W. Gifford, badający w latach 20. XX wieku pierwotne wierzenia z Tonga, zanotował następującą legendę: Trzy bóstwa z Samoa: Tuvuvata, Sisi i Faingaa chciały ukraść wyspę Tofua. Wyrwały więc wielką górę z korzeniami i na jej miejscu powstało jezioro. To oburzyło bóstwa z Tonga i jedno z nich, Tafakula, ruszyło powstrzymać złodziei. Stanęło ono na wyspie Luahako i zgięło się tak, by jego odbyt zaświecił i przeraził złodziei. Bóstwa z Samoa wzięły blask za wschodzące słońce, które może ujawnić ich kradzież. Ze strachu upuściły górę, która stała się wyspą Kao.